# Di Rosa (famiglia)
Di Rosa, è una nobile famiglia bresciana.

## Storia
Proveniente da Gandino (Bg), nella seconda metà del XIII secolo si trapiantò a Brescia, dove esercitò il commercio della lana. Ebbe un importante sviluppo demografico e si espanse in altre zone, come la Franciacorta e sul lago d'Iseo.
Una grandissima dote pervenne alla famiglia con il matrimonio tra Clemente II, cavaliere di San Marco, e la nobile Leonella Calabria, verso la metà del XVI sec., i cui vasti possedimenti terrieri di Acquafredda, passarono alla famiglia. Questo permise ai Di Rosa, già molto ricchi grazie al commercio, di sedimentarsi nell'aristocrazia bresciana, e di acquisire i connotati della "aristocrazia" legata alla terra, e non più di una borghesia arricchita.
Un ulteriore e ancor più profonda cementificazione all'interno del ceto patrizio di Brescia, si ebbe con il matrimonio tra Clemente III e la nobile Ottavia Maggi, agli inizi del XVIII sec., l'alleanza familiare con la nobile e antica famiglia Maggi rese sicura la posizione all'interno della nobiltà Bresciana. Questa importante alleanza permise al figlio di questa unione di sposare, la contessa Camilla Albani.
Il membro più illustre e noto della famiglia è la Santa Maria Crocifissa Di Rosa fondatrice delle Ancelle della Carità.
La famiglia si estingue per linea agnatizia con Camilla, sposa del il Conte Michele Cantoni Marca di Mantova, i cui figli aggiungono al cognome quello dei Di Rosa.

## Proprietà
Oltre alle già citate e vaste proprietà che la famiglia ereditò dai Nobili Calabria ad Acquafredda, vennero posseduti anche alcuni bei palazzi nel centro storico della città di Brescia, tra cui l'attuale palazzo in Via Gramsci n.10, dove crebbe la Santa Maria Crocifissa Di Rosa; e il "Palazzo Cantoni Marca di Rosa" in via Alessandro Monti, ora dei discendenti della famiglia.

## Esponenti illustri

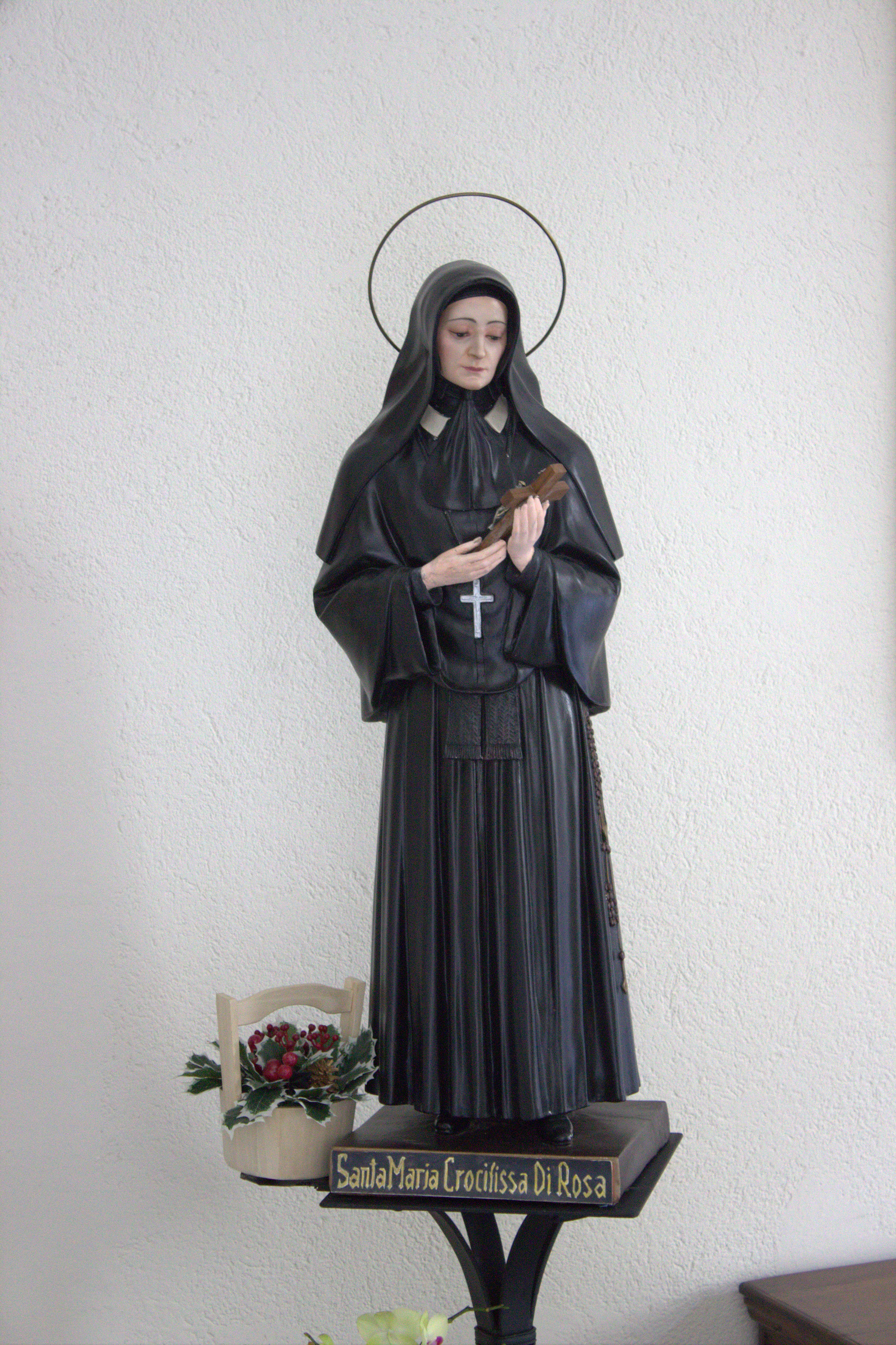
Santa Maria Crocifissa Di Rosa

- Filippo Di Rosa (XVI secolo), massaro dell'ospedale, fece costruire nel 1535 un reparto per sole donne.[2]
- Calimero Di Rosa (XVI secolo), giureconsulto e podestà di Salò[2]
- Giambattista Di Rosa (1527-?), giureconsulto[2]
- Giovanni Antonio Di Rosa (1701-1771), canonico della Cattedrale di Brescia[2]
- Clemente Di Rosa (1767-1850), politico ed economista, padre di Maria Crocifissa Di Rosa[3]
- Maria Crocifissa Di Rosa (1813-1855), religiosa e santa, fondatrice della congregazione delle Ancelle della Carità[2]
- Clemente Venceslao Di Rosa (1835-1890), patriota e politico.[2]

## Albero genealogico Di Rosa
|                   |                                            |                                            |                                                                                         |                                            |                                                                 |                                                                 |                                                          |                  |                  |
|                   |                                            |                                            | Giovanni                                                                                |                                            |                                                                 |                                                                 |                                                          |                  |                  |
|                   |                                            |                                            |                                                                                         |                                            |                                                                 |                                                                 |                                                          |                  |                  |
|                   |                                            |                                            |                                                                                         |                                            |                                                                 |                                                                 |                                                          |                  |                  |
|                   |                                            |                                            | Pietro                                                                                  |                                            |                                                                 |                                                                 |                                                          |                  |                  |
|                   |                                            |                                            |                                                                                         |                                            |                                                                 |                                                                 |                                                          |                  |                  |
|                   |                                            |                                            |                                                                                         |                                            |                                                                 |                                                                 |                                                          |                  |                  |
|                   |                                            |                                            | Giuseppe                                                                                |                                            |                                                                 |                                                                 |                                                          |                  |                  |
|                   |                                            |                                            |                                                                                         |                                            |                                                                 |                                                                 |                                                          |                  |                  |
|                   |                                            |                                            |                                                                                         |                                            |                                                                 |                                                                 |                                                          |                  |                  |
|                   |                                            |                                            | Gianpietro *1437 Capostipite del ramo di Capriano                                       |                                            |                                                                 |                                                                 |                                                          |                  |                  |
|                   |                                            |                                            |                                                                                         |                                            |                                                                 |                                                                 |                                                          |                  |                  |
|                   |                                            |                                            |                                                                                         |                                            |                                                                 |                                                                 |                                                          |                  |                  |
|                   |                                            |                                            | Clemente II *1515 Cavaliere di San Marco sposa la Nob. Leonella Calabria di Acquafredda |                                            |                                                                 |                                                                 |                                                          |                  |                  |
|                   |                                            |                                            |                                                                                         |                                            |                                                                 |                                                                 |                                                          |                  |                  |
|                   |                                            |                                            |                                                                                         |                                            |                                                                 |                                                                 |                                                          |                  |                  |
|                   |                                            |                                            | ...                                                                                     |                                            |                                                                 |                                                                 |                                                          |                  |                  |
|                   |                                            |                                            |                                                                                         |                                            |                                                                 |                                                                 |                                                          |                  |                  |
|                   |                                            |                                            |                                                                                         |                                            |                                                                 |                                                                 |                                                          |                  |                  |
|                   |                                            |                                            | Pietro *1575 †1627                                                                      |                                            |                                                                 |                                                                 |                                                          |                  |                  |
|                   |                                            |                                            |                                                                                         |                                            |                                                                 |                                                                 |                                                          |                  |                  |
|                   |                                            |                                            |                                                                                         |                                            |                                                                 |                                                                 |                                                          |                  |                  |
|                   |                                            |                                            | ...                                                                                     |                                            |                                                                 |                                                                 |                                                          |                  |                  |
|                   |                                            |                                            |                                                                                         |                                            |                                                                 |                                                                 |                                                          |                  |                  |
|                   |                                            |                                            |                                                                                         |                                            |                                                                 |                                                                 |                                                          |                  |                  |
|                   |                                            |                                            | Clemente III *1685 †1758 sposa la Nob. Ottavia Maggi                                    |                                            |                                                                 |                                                                 |                                                          |                  |                  |
|                   |                                            |                                            |                                                                                         |                                            |                                                                 |                                                                 |                                                          |                  |                  |
|                   |                                            |                                            |                                                                                         |                                            |                                                                 |                                                                 |                                                          |                  |                  |
|                   |                                            |                                            | Clemente IV *1767 †1850 sposa la Contessa Camilla Albani                                |                                            |                                                                 |                                                                 |                                                          |                  |                  |
|                   |                                            |                                            |                                                                                         |                                            |                                                                 |                                                                 |                                                          |                  |                  |
|                   |                                            |                                            |                                                                                         |                                            |                                                                 |                                                                 |                                                          |                  |                  |
|                   | Bianca sposa il Nob. Cav. Antonio Mondella | Bianca sposa il Nob. Cav. Antonio Mondella | Santa Maria Crocifissa Di Rosa *1813 †1855                                              | Santa Maria Crocifissa Di Rosa *1813 †1855 | Dott. Filippo *1809 †1836 sposa la Contessa Aurelia Pietrobelli | Dott. Filippo *1809 †1836 sposa la Contessa Aurelia Pietrobelli |                                                          |                  |                  |
|                   |                                            |                                            |                                                                                         |                                            |                                                                 |                                                                 |                                                          |                  |                  |
|                   |                                            |                                            |                                                                                         |                                            |                                                                 |                                                                 |                                                          |                  |                  |
|                   |                                            |                                            |                                                                                         | Clemente Venceslao *1835 †1890             | Clemente Venceslao *1835 †1890                                  | Camilla Caterina                                                | Camilla Caterina                                         |                  |                  |
|                   |                                            |                                            |                                                                                         |                                            |                                                                 |                                                                 |                                                          |                  |                  |
|                   |                                            |                                            |                                                                                         |                                            |                                                                 |                                                                 |                                                          |                  |                  |
| Filippo III †1897 | Filippo III †1897                          | Paolina Camilla *1857 †1866                | Paolina Camilla *1857 †1866                                                             | Costanza Elena *1868 †1869                 | Costanza Elena *1868 †1869                                      | Camilla *1859 †1890 sposa il Conte Michele Cantoni Marca        | Camilla *1859 †1890 sposa il Conte Michele Cantoni Marca | Maria Clementina | Maria Clementina |

## Rosa famiglia di pittori
Non è dato di conoscere se l'altra famiglia Rosa (de Rosis), che ha espresso molti notevoli pittori, era imparentata con i Di Rosa.
Tra questi si ricordano:
- Cristoforo Rosa (1517-1577), pittore
- Stefano Rosa, fratello di Cristoforo, pittore della bottega del Romanino
- Pietro Rosa (1541-1619?), divenne allievo del Tiziano